# Пенезич, Слободан
Слободан Пенезич (прозвище — «Крцун»; сербохорв. Слободан «Крцун» Пенезић; Slobodan «Krcun» Penezić; 2 июля 1918 — 6 ноября 1964) — югославский партийный и государственный деятель, Председатель Исполнительного вече Социалистической Республики Сербии (в составе СФРЮ) в 1962—1964 годах; министр внутренних дел Сербии в годы правления Иосипа Броз Тито.
Пенезич также участвовал в аресте лидера «четников» Дражи Михаиловича. 5 июля 1952 года Пенезич награждён орденом «Народный Герой Югославии».

## Карьера
Пенезич был членом Центрального комитета Союза коммунистов Югославии и Исполнительного комитета Коммунистической партии Сербии. Он также занимал должность председателя исполнительного совета парламента Сербии.

## Смерть
6 ноября 1964 года Слободан Пенезич и Светолик Лазаревич погибли в результате автомобильной аварии — автомобиль вылетел с мокрой дороги и врезался в дерево. Некоторые, в частности, его жена, сомневались в официальной версии гибели, однако его сын считает, что найти опровергающие эту версию факты теперь невозможно.